# 化学者の一覧
この項目では、化学者の一覧（かがくしゃのいちらん）を姓の50音順にて掲載する。

## ア行
- 相田卓三
- アメデオ・アヴォガドロ
- リヒャルト・アベッグ Richard Abegg
- スヴァンテ・アレニウス Svante A. Arrhenius
- ポール・アリヴィサトス A. Paul Alivisatos
- ロジャー・W・アルダー
- トーマス・アンダーソン Thomas Anderson
- 飯島澄男
- 池田菊苗
- クララ・イマーヴァール
- 岩村秀
- ポール・ウィンターバート
- フリードリヒ・ヴェーラー Friedrich Wohler
- ウィリアム・ヘンリー・ウェルチ
- ジョン・ウォーカー（マッチの発明者）
- K・ピーター・C・ヴォルハルト（de:Kurt Peter C. Vollhardt）
- 宇田川榕菴
- ロバート・バーンズ・ウッドワード
- オットー・ウンフェルドルベン Otto Unverdorben
- ピエール・エディ Pierre Adet
- 大澤雅俊
- 大村智
- 奥野恭史
- ヴィルヘルム・オストヴァルト Wilhelm Friedrich Ostwald

## カ行
- マリー・E・カステリオン Mary E. Castellion
- ヨハン・ガドリン Johan Gadolin
- スタニズラオ・カニッツァーロ Stanislao Cannizzaro
- ジャン・カバントゥー Jean Bienaime Caventou
- 川本幸民
- 北澤宏一
- 北野大
- 北森武彦
- ジョン・キッド John Kidd
- ギルドナー
- グスタフ・キルヒホフ
- 国武豊喜
- レオポルト・グメリン Leopold Gmelin
- カール・クラウス Carl Claus
- ロバート・グラブス Robert H. Grubbs
- フランソワ・グリニャール
- ニューコーム・クリーブランド
- トーマス・グレアム Thomas Graham
- ハンス・クレブス
- ペール・テオドール・クレーベ Per Teodor Cleve
- フリードリヒ・ケクレ
- 五島綾子
- 小林四郎
- ヘルマン・コルベ Hermann Kolbe
- 小山泰

## サ行
- 櫻井錠二
- 柴崎正勝
- 柴田誠一
- 柴田雄次
- 白川英樹
- 下村脩（2008年ノーベル化学賞）
- ヨウナン・シャ Younan Xia
- アントン・シュレッター Anton Schrotter
- 渋川雅美
- ニール・E・ショアー Neal E. Schore
- メートランド・ジョーンズ Maitland Jones
- 新海征治
- ヘンリー・L・ジングリッチ
- 神野清勝
- 鈴木章
- ギャレン・スタッキー Galen A. Stucky
- アスカニオ・ソブレロ Ascanio Sobrero
- ガボール・ソモライ Gabor A. Somorjai
- エルネスト・ソルベー Ernst Solvay
- グレン・シーボーグ
- ルイ・ジーンテ

## タ行
- マーチ・ダイム
- 高峰譲吉
- 田隅三生
- 田中耕一
- 玉井尚登
- 杜祖健
- 中條善樹
- 坪井正道
- ルイ・テナール Louis Jacques Thenard
- ピーター・デバイ
- ハンフリー・デービー
- 寺部茂
- 寺田眞浩
- アンリ・エティエンヌ・サント＝クレール・ドビーユ Henri Sainte-Claire Deville
- ジョン・ドルトン

## ナ行
- ジョン・ニューランズ
- カール・ノイベルグ Carl Neuberg
- 野崎一
- アルフレッド・ノーベル
- 野依良治

## ハ行
- パラケルスス
- デイヴィッド・S・バランタイン David S. Ballantine
- アドルフ・フォン・バイヤー
- フリードリヒ・バイルシュタイン
- フリッツ・ハーバー
- 馬場嘉信
- 原田明 (分析化学者) Akira Harata
- 原田明 (超分子化学者) Akira Harada
- アントワーヌ・バラール Antoine Balard
- オットー・ハーン
- オッド・ハッセル
- 檜山爲次郎
- マイケル・ファラデー
- エミール・フィッシャー
- トーマス・ブーン
- 福井謙一
- 藤田誠
- ウィリアム・H・ブラウン
- ロイ・プランケット
- イリヤ・プリゴジン
- ジョゼフ・プリーストリー
- カール・フリッシュ
- カール・ユリウス・フリッチェ Carl Julius Fritzsche
- アブラハム・フレキシナー Abraham Flexner
- サイモン・フレクスナー
- ジークフリート・ブレッヘルト
- ポーラ・Y・ブルース Paula Y. Bruice
- ロベルト・ブンゼン
- アンセルム・ペイアン Anselme Payen
- レイ・ベイカー
- エルンスト・オットー・ベックマンErnst Otto Beckmann
- トマス・ベドーズ
- イェンス・ベルセリウスJöns J. Berzelius
- ロバート・ボイル
- カール・ボッシュ
- ヤコブス・ヘンリクス・ファント・ホッフ
- ロアルド・ホフマン
- マイケル・ポランニー
- ジョージ・M・ホワイトサイズ George M. Whitesides
- ライナス・ポーリング

## マ行
- シャルレ・レポールド・マイアー
- チャド・マーキン Chad A. Mirkin
- ジョン・E・マクマリー John E. McMurry
- ズデニェック・マテイカ Zdenek Matejka
- 丸岡啓二
- 水島三一郎
- アイルハルト・ミッチェルリッヒ Eilhardt Mitscherlich
- ヨハンネス・ムルデル Gerardus Johannes Mulder
- ドミトリ・メンデレーエフ
- カール・グスタフ・モサンデル Carl Gustaf Mosander
- カール・フリードリヒ・モール Karl Friedrich Mohr
- 森謙治

## ヤ行
- ハロルド・ユーリー
- 山本尚
- ペイドン・ヤン Peidong Yang

## ラ行
- カール・フォン・ライヘンバッハ Karl von Reichenbach
- アントワーヌ・ラヴォアジエ Antoine-Laurent de Lavoisier
- ウィリアム・ラムゼー　Sir William Ramsay
- アーヴィング・ラングミュア　Irving Langmuir
- ニールス・ラングレット
- チャールズ・リーバー Charles M. Lieber
- ユストゥス・フォン・リービッヒ Justus von Liebig
- 李升基
- アンドレアス・リバヴィウス Andreas Libavius
- ゲイ＝リュサック Joseph Louis Gay-Lussac
- ギルバート・ルイス　Gilbert Newton Lewis
- アンリ・ヴィクトル・ルニョー Henri Victor Regnault
- ロバート・ロビンソン　Robert Robinson

## ワ行
- ゴットフリート・ワーグナー
- オットー・ワールド
- オットー・ワールブルク
- オットー・ネーゲリ
- ワラン・トリーニアル
- アルバート・ワンダー

この一覧は未完成です。加筆、訂正して下さる協力者を求めています。